# Sandrine Dudoit
Pour les articles homonymes, voir Dudoit.
Sandrine Dudoit est une statisticienne française, professeure de statistiques et de santé publique à l'université de Californie à Berkeley. Ses recherches appliquent des statistiques aux puces à ADN et aux données génétiques ; elle est connue comme l'une des fondatrices du projet open source Bioconductor (en) pour le développement de logiciels de bioinformatique.

## Formation et carrière
Sandrine Dudoit obtient en 1988 son baccalauréat en mathématiques et sciences physiques au lycée Molière à Paris. Elle continue ses études au Canada, et obtient un diplôme en mathématiques en 1992 et un master en mathématiques en 1994 à l'université Carleton.  
Elle poursuit ses études au département de statistique de l'université de Californie à Berkeley, grâce à la bourse Gertrude Cox du comité des femmes en statistique de la Société américaine de statistique. Elle obtient son doctorat à Berkeley en 1999, en soutenant une thèse intitulée Linkage Analysis of Complex Human Traits Using Identity by Descent Data (Analyse de liaison de traits humains complexes utilisant des données d'identité par descendance), supervisée par Terry Speed. 
Elle mène des recherches postdoctorales avec Patrick O. Brown (en) à l'université Stanford, à l'issue desquelles elle rejoint la division de biostatistique à l'UC Berkeley School of Public Health (en) de Berkeley, en tant que professeure adjointe en 2001. À partir de 2006, elle enseigne également au département de statistique.
Elle est coauteure avec Mark van der Laan du livre Multiple Testing Procedures with Applications to Genomics (Springer, 2008). Dudoit est la rédactrice en chef du livre Selected Works of Terry Speed (Springer, 2012) et co-rédactrice de Bioinformatics and Computational Biology Solutions Using R and Bioconductor (Springer, 2005).

## Reconnaissance
Sandrine Dudoit est élue membre de la Société américaine de statistique en 2010, et de l'Institut international de statistique en 2014,.

## Publications

### Ouvrages
- (coll.) Bioinfor-matics and Computational Biology Solutions Using R and Bioconductor. Statistics for Biology and Health. Springer, New York, 2005.
- avec M. J. van der Laan, Multiple Testing Procedures with Applications to Ge-nomics. Springer Series in Statistics. Springer, New York, 2008.
- (édition scientifique) Selected Works of Terry Speed, Springer, 2012, 665 p.  (ISBN 978-1-4614-1346-2).

### Articles scientifiques
- (en) Sandrine Dudoit, Jean Yang, Matthew J. Callow et Terence P. Speed, « Statistical methods for identifying differentially expressed genes in replicated cDNA microarray experiments », Statistica Sinica, vol. 12, no 1,‎ 2002, p. 111-139 (JSTOR 24307038, MR 1894191).
- (en) Sandrine Dudoit, Jane Fridlyand et Terence P. Speed, « Comparison of discrimination methods for the classification of tumors using gene expression data », Journal of the American Statistical Association, vol. 97, no 457,‎ 2002, p. 77–87 (DOI 10.1198/016214502753479248, MR 1963389).
- (en) Sandrine Dudoit, Percy Luu, David M. Lin, Jean Yang, Vivian Peng, John Ngai et Terence P. Speed, « Normalisation for cDNA microarray data: a robust composite method adressing single and multiple slide systématique variation », Nucleic Acids Research, vol. 30, no 4,‎ 2002, e15 (PMID 11842121, DOI 10.1093/nar/30.4.e15). (PMC=100354).
- (en) Sandrine Dudoit, Juliet Popper Shaffer et Jennifer C. Boldrick, « Multiple hypothesis testing in microarray experiments », Statistical Science, vol. 18, no 1,‎ 2003, p. 71-103 (DOI 10.1214/ss/1056397487, MR 1997066).
- (en) (Collectif), « Bioconductor: open software development for computational biology and bioinformatics », Genome Biology, vol. 5, no 10,‎ 2004, R80 (PMID 15461798, DOI 10.1186/gb-2004-5-10-r80) (PMC=545600).
- (en) James H. Bullard, Elizabeth Purdom, Kasper D. Hansen et Sandrine Dudoit, « Evaluation of statistical methods for normalization and differential expression in mRNA-Seq experiments », BMC Bioinformatics, vol. 11, no 1,‎ 2010, p. 94 (DOI 10.1186/1471-2105-11-94) (PMC=2838869).